# I Love It (canção de Kylie Minogue)
"I Love It" é uma canção da cantora australiana Kylie Minogue contida em seu décimo quinto álbum de estúdio, Disco (2020). Foi lançada em 23 de outubro de 2020 pela Darenote e BMG como primeiro single promocional do álbum. Minogue co-escreveu a canção com seus produtores Richard Stannard e Duck Blackwell.

## Lançamento
Após o lançamento de "Say Something" e "Magic", Minogue foi às suas mídias sociais para anunciar que "I Love It" seria lançada como o próximo single do álbum Disco em 23 de outubro de 2020, postando um clipe da música acompanhada por um gráfico com o título da música.
Um EP de cinco faixas foi lançado, contendo "I Love It", os dois primeiros singles de Disco, bem como dois remixes de "Magic", e um seguinte vídeo de áudio da música foi carregado na conta oficial de Minogue no YouTube.

## Composição
"I Love It" é uma música disco,</ref> com duração de três minutos e cinquenta segundos. Minogue co-escreveu a música ao lado de seus produtores Richard Stannard e Duck Blackwell.

## Lista de faixas
Download digital
1. "I Love It" – 3:50

Download digital - EP
1. "I Love It" – 3:50
2. "Magic" – 4:10
3. "Say Something" – 3:32
4. "Magic" (Nick Reach Up Remix) – 3:10
5. "Magic" (Purple Disco Machine Remix) – 3:35

## Créditos
Créditos adaptados do TIDAL.
- Kylie Minogue – compositora, vocal principal, vocal de fundo
- Duck Blackwell – compositor, produtor, baixo, bateria, programador, engenheiro, percussão, teclados
- Richard Stannard – compositor, produtor, sintetizador de baixo, engenheiro
- Dick Beetham – engenheiro

## Desempenho nas tabelas musicais
| Tabela musical (2020)                             | Melhor posição |
| ------------------------------------------------- | -------------- |
| Escócia (Scottish Singles Chart)                  | 28             |
| Estados Unidos (Billboard Dance/Electronic Songs) | 38             |
| Reino Unido (Singles Downloads Chart)             | 25             |

## Histórico de lançamento
| Região | Data                  | Formato                    | Gravadora    | Ref.                      |
| ------ | --------------------- | -------------------------- | ------------ | ------------------------- |
| Vários | 23 de outubro de 2020 | Download digital streaming | Darenote BMG | [ 7 ] [ 5 ] [ 11 ] [ 12 ] |